# All Together Now - La musica è cambiata (quarta edizione)
La quarta ed ultima edizione del talent show musicale All Together Now (dal titolo All Together Now - La musica è cambiata) è andata in onda ogni domenica in prima serata su Canale 5 dal 31 ottobre al 19 dicembre 2021 per otto puntate con la conduzione di Michelle Hunziker, affiancata da quattro artisti che formano la giuria: J-Ax, Anna Tatangelo, Rita Pavone e Francesco Renga.
| Vincitori          | Vincitori                 |
| All Together Now 4 | Giacomo Voli (100000 €)   |
| ------------------ | ------------------------- |
| Premio R101        | Giacomo Voli              |
| Premio Wind Tre    | Michelle Perera (15000 €) |

## Concorrenti
L'eta dei concorrenti si riferisce all'entrata in gara nel programma.
| Concorrente          | Età     | Luogo di nascita     | Stato                |
| -------------------- | ------- | -------------------- | -------------------- |
| Giacomo Voli         | 35 anni | Correggio            | Vincitore            |
| Vincenzo Cantiello   | 21 anni | Napoli               | Secondo classificato |
| Carola Campagna      | 24 anni | Carate Brianza       | Terza classificata   |
| Michelangelo Falcone | 21 anni | La Spezia            | Eliminato            |
| Michelle Perera      | 36 anni | Roma                 | Eliminata            |
| Samir Abass          | 22 anni | Como                 | Eliminato            |
| Jalisse Bascià       | 25 anni | San Cesario di Lecce | Eliminata            |
| Gaetano Schettini    | 41 anni | Bitonto              | Eliminato            |
| Gloria Tumbarello    | 18 anni | Mazara del Vallo     | Eliminata            |
| Carlotta Loretucci   | 18 anni | Pescara              | Eliminata            |
| Matteo Stranieri     | 21 anni | Lavagna              | Eliminato            |
| Giovanni Arichetta   | 27 anni | Reggio Calabria      | Eliminato            |
| Priscilla Cattaneo   | 24 anni | Svizzera             | Eliminata            |
| Alice Cignoni        | 18 anni | Pisa                 | Eliminata            |

## Tabella dello svolgimento del programma
Legenda
     Il concorrente ha ottenuto 100 punti dalla giuria dei 100 e dai quattro giudici
     Il concorrente è stato salvato tramite il voto della giuria dei 100 e della giuria e passa alla puntata successiva
     Il concorrente è stato salvato dalla giuria durante un triello o un duello nell'ultima sfida
     Il concorrente è stato eliminato
     Il concorrente è in semifinale
     Il concorrente è in finale
     Il concorrente è terzo classificato
     Il concorrente è secondo classificato
     Il concorrente è il vincitore del programma

| Concorrente          | Puntate   | Puntate   | Puntate   | Puntate   | Puntate   | Puntate       | Puntate    | Puntate              |
| Concorrente          | 1         | 2         | 3         | 4         | 5         | 6             | Semifinale | Finale               |
| -------------------- | --------- | --------- | --------- | --------- | --------- | ------------- | ---------- | -------------------- |
| Giacomo Voli         | Salvo     | Salvo     | Salvo     | Salvo     | Salvo     | In semifinale | In finale  | Vincitore            |
| Vincenzo Cantiello   | Salvo     | Salvo     | Salvo     | Salvo     | Salvo     | In semifinale | In finale  | Secondo classificato |
| Carola Campagna      | Salva     | Salva     | Salva     | Salva     | Salva     | In semifinale | In finale  | Terza classificata   |
| Michelangelo Falcone | Salvo     | Salvo     | Salvo     | Salvi     | Salvi     | In semifinale | In finale  | Eliminato            |
| Michelle Perera      | Salva     | Salva     | Salva     | Salvi     | Salvi     | In semifinale | In finale  | Eliminata            |
| Samir Abass          | Salvo     | Salvo     | Salvo     | Salvo     | Salvo     | In semifinale | In finale  | Eliminato            |
| Jalisse Bascià       | Salvi     | Salvi     | Salvi     | Salvi     | Salvi     | In semifinale | In finale  | Eliminata            |
| Gaetano Schettini    | Salvi     | Salvi     | Salvi     | Salvi     | Salvi     | In semifinale | Eliminato  |                      |
| Gloria Tumbarello    | Salva     | Salva     | Salva     | Salva     | Salva     | Eliminata     |            |                      |
| Carlotta Loretucci   | Salva     | Salva     | Salva     | Salva     | Eliminata |               |            |                      |
| Matteo Stranieri     | Salvo     | Salvo     | Salvo     | Eliminato |           |               |            |                      |
| Giovanni Arichetta   | Salvi     | Salvo     | Eliminato |           |           |               |            |                      |
| Priscilla Cattaneo   | Salvi     | Eliminata |           |           |           |               |            |                      |
| Alice Cignoni        | Eliminata |           |           |           |           |               |            |                      |

## Dettaglio delle puntate

### Prima puntata
- Data: 31 ottobre 2021

Prima manche
| Ordine di uscita | Concorrente          | Canzone (cantante originale)                     | Esito del Muro | Esito della Giuria | Esito della Giuria | Esito della Giuria | Esito della Giuria | Responso         | Punteggio totale |
| Ordine di uscita | Concorrente          | Canzone (cantante originale)                     | Esito del Muro | J-Ax               | Anna Tatangelo     | Rita Pavone        | Francesco Renga    | Responso         | Punteggio totale |
| ---------------- | -------------------- | ------------------------------------------------ | -------------- | ------------------ | ------------------ | ------------------ | ------------------ | ---------------- | ---------------- |
| 1                | Carola Campagna      | Una finestra tra le stelle (Annalisa)            | 90             | +4                 | +2                 | Confermo           | -2                 | Salvo            | 94               |
| 2                | Giovanni Arichetta   | Tutto questo sei tu (Ultimo)                     | 61             | Confermo           | Confermo           | +1                 | Confermo           | Salvo            | 62               |
| 3                | Michelle Perera      | Bad Girls (Donna Summer)                         | 100            | Confermo           | Confermo           | Confermo           | -2                 | Salva            | 98               |
| 4                | Carlotta Loretucci   | Una volta ancora (Fred De Palma, feat. Ana Mena) | 38             | Confermo           | Confermo           | Confermo           | +2                 | All'ultima sfida | 40               |
| 5                | Giacomo Voli         | Somebody to Love (Queen)                         | 96             | Confermo           | Confermo           | Confermo           | +4                 | Salvo            | 100              |
| 6                | Gaetano Schettini    | Human (Rag'n'Bone Man)                           | 84             | Confermo           | +3                 | Confermo           | -3                 | Salvo            | 84               |
| 7                | Michelangelo Falcone | Girls like You (Maroon 5)                        | 70             | +3                 | +5                 | +5                 | +5                 | Salvo            | 88               |

Seconda manche
| Ordine di uscita | Concorrente        | Canzone (cantante originale)             | Esito del Muro | Esito della Giuria | Esito della Giuria | Esito della Giuria | Esito della Giuria | Responso         | Punteggio totale |
| Ordine di uscita | Concorrente        | Canzone (cantante originale)             | Esito del Muro | J-Ax               | Anna Tatangelo     | Rita Pavone        | Francesco Renga    | Responso         | Punteggio totale |
| ---------------- | ------------------ | ---------------------------------------- | -------------- | ------------------ | ------------------ | ------------------ | ------------------ | ---------------- | ---------------- |
| 1                | Samir Abass        | Earth Song (Michael Jackson)             | 93             | +5                 | Confermo           | +2                 | Confermo           | Salvo            | 100              |
| 2                | Priscilla Cattaneo | Anche fragile (Elisa)                    | 52             | +5                 | +2                 | +2                 | -5                 | Salva            | 56               |
| 3                | Matteo Stranieri   | Grande amore (Il Volo)                   | 44             | +3                 | +2                 | +3                 | Confermo           | Salva            | 52               |
| 4                | Jalisse Bascià     | Stand By Me (Ben E. King)                | 88             | +2                 | +5                 | Confermo           | +2                 | Salva            | 97               |
| 5                | Vincenzo Cantiello | Un milione di cose da dirti (Ermal Meta) | 98             | Confermo           | +4                 | Confermo           | -2                 | Salvo            | 100              |
| 6                | Gloria Tumbarello  | Amare (La Rappresentante di Lista)       | 50             | -1                 | +2                 | Confermo           | Confermo           | Salva            | 51               |
| 7                | Alice Cignoni      | Don't Start Now (Dua Lipa)               | 45             | -2                 | Confermo           | -2                 | -1                 | All'ultima sfida | 40               |

Ultima sfida
| Ordine di uscita | Concorrente        | Canzone (cantante originale)   | Preferenza della Giuria | Preferenza della Giuria | Preferenza della Giuria | Preferenza della Giuria | Esito del Muro | Responso  |
| Ordine di uscita | Concorrente        | Canzone (cantante originale)   | J-Ax                    | Anna Tatangelo          | Rita Pavone             | Francesco Renga         | Esito del Muro | Responso  |
| ---------------- | ------------------ | ------------------------------ | ----------------------- | ----------------------- | ----------------------- | ----------------------- | -------------- | --------- |
| 1                | Carlotta Loretucci | Back to Black (Amy Winehouse)  |                         |                         |                         |                         | 84             | Salva     |
| 2                | Alice Cignoni      | Mohicani (Baby K & Boomdabash) |                         |                         |                         |                         | 20             | Eliminata |

### Seconda puntata
- Data: 7 novembre 2021

Prima manche
| Ordine di uscita | Concorrente        | Canzone (cantante originale)       | Esito del Muro | Esito della Giuria | Esito della Giuria | Esito della Giuria | Esito della Giuria | Responso         | Punteggio totale |
| Ordine di uscita | Concorrente        | Canzone (cantante originale)       | Esito del Muro | J-Ax               | Anna Tatangelo     | Rita Pavone        | Francesco Renga    | Responso         | Punteggio totale |
| ---------------- | ------------------ | ---------------------------------- | -------------- | ------------------ | ------------------ | ------------------ | ------------------ | ---------------- | ---------------- |
| 1                | Jalisse Bascià     | Amami (Emma)                       | 56             | +4                 | Confermo           | +2                 | +1                 | Salva            | 63               |
| 2                | Samir Abass        | Versace on the Floor (Bruno Mars)  | 82             | +2                 | -3                 | +4                 | -3                 | Salvo            | 82               |
| 3                | Michelle Perera    | Briciole (Noemi)                   | 95             | +3                 | Confermo           | +2                 | Confermo           | Salva            | 100              |
| 4                | Carlotta Loretucci | Promettimi (Elisa)                 | 61             | +4                 | +5                 | +3                 | Confermo           | Salva            | 73               |
| 5                | Gaetano Schettini  | Con le mani (Zucchero Fornaciari)  | 85             | +2                 | Confermo           | Confermo           | Confermo           | Salvo            | 87               |
| 6                | Priscilla Cattaneo | La canzone nostra (Blanco & Salmo) | 41             | +2                 | Confermo           | +2                 | +5                 | All'ultima sfida | 50               |

Seconda manche
| Ordine di uscita | Concorrente          | Canzone (cantante originale)                  | Esito del Muro | Esito della Giuria | Esito della Giuria | Esito della Giuria | Esito della Giuria | Responso         | Punteggio totale |
| Ordine di uscita | Concorrente          | Canzone (cantante originale)                  | Esito del Muro | J-Ax               | Anna Tatangelo     | Rita Pavone        | Francesco Renga    | Responso         | Punteggio totale |
| ---------------- | -------------------- | --------------------------------------------- | -------------- | ------------------ | ------------------ | ------------------ | ------------------ | ---------------- | ---------------- |
| 1                | Giacomo Voli         | Ti sento (Matia Bazar)                        | 82             | +3                 | +5                 | +5                 | +5                 | Salvo            | 100              |
| 2                | Vincenzo Cantiello   | Don't Let the Sun Go Down on Me ( Elton John) | 100            | Confermo           | Confermo           | Confermo           | Confermo           | Salvo            | 100              |
| 3                | Michelangelo Falcone | In un giorno qualunque (Marco Mengoni)        | 82             | +3                 | +5                 | +5                 | +1                 | Salvo            | 96               |
| 4                | Carola Campagna      | River (Bishop Briggs)                         | 92             | +3                 | +2                 | +3                 | Confermo           | Salva            | 100              |
| 5                | Giovanni Arichetta   | Non è vero (The Kolors)                       | 29             | +1                 | Confermo           | +3                 | +3                 | All'ultima sfida | 36               |
| 6                | Matteo Stranieri     | Il mare calmo della sera (Andrea Bocelli)     | 66             | +4                 | Confermo           | Confermo           | -5                 | Salva            | 65               |
| 7                | Gloria Tumbarello    | Potevi fare di più (Arisa)                    | 93             | Confermo           | +2                 | +5                 | Confermo           | Salva            | 100              |

Ultima sfida
| Ordine di uscita | Concorrente        | Canzone (cantante originale) | Preferenza della Giuria | Preferenza della Giuria | Preferenza della Giuria | Preferenza della Giuria | Esito del Muro | Responso  |
| Ordine di uscita | Concorrente        | Canzone (cantante originale) | J-Ax                    | Anna Tatangelo          | Rita Pavone             | Francesco Renga         | Esito del Muro | Responso  |
| ---------------- | ------------------ | ---------------------------- | ----------------------- | ----------------------- | ----------------------- | ----------------------- | -------------- | --------- |
| 1                | Priscilla Cattaneo | Tikibombom (Levante)         |                         |                         |                         |                         | 28             | Eliminata |
| 2                | Giovanni Arichetta | Vieni da me (Le Vibrazioni)  |                         |                         |                         |                         | 55             | Salvo     |

### Terza puntata
- Data: 14 novembre 2021

Prima manche
| Ordine di uscita | Concorrente          | Canzone (cantante originale)              | Esito del Muro | Esito della Giuria | Esito della Giuria | Esito della Giuria | Esito della Giuria | Responso         | Punteggio totale |
| Ordine di uscita | Concorrente          | Canzone (cantante originale)              | Esito del Muro | J-Ax               | Anna Tatangelo     | Rita Pavone        | Francesco Renga    | Responso         | Punteggio totale |
| ---------------- | -------------------- | ----------------------------------------- | -------------- | ------------------ | ------------------ | ------------------ | ------------------ | ---------------- | ---------------- |
| 1                | Michelangelo Falcone | Dov'è (Le Vibrazioni)                     | 80             | +3                 | -3                 | +3                 | Confermo           | Salvo            | 83               |
| 2                | Matteo Stranieri     | Always (Jon Bon Jovi)                     | 42             | +1                 | +1                 | +2                 | +1                 | Salvo            | 47               |
| 3                | Carola Campagna      | La tua ragazza sempre (Irene Grandi)      | 82             | +4                 | Confermo           | +5                 | -5                 | Salva            | 86               |
| 3                | Michelle Perera      | One Night Only (Jennifer Holliday)        | 93             | +2                 | +3                 | +4                 | -2                 | Salva            | 100              |
| 4                | Gaetano Schettini    | Chiamami ancora amore (Roberto Vecchioni) | 81             | -5                 | Confermo           | Confermo           | -1                 | Salvo            | 75               |
| 5                | Giovanni Arichetta   | Non vivo più senza te (Biagio Antonacci)  | 32             | Confermo           | Confermo           | Confermo           | +5                 | All'ultima sfida | 37               |

Seconda manche
| Ordine di uscita | Concorrente        | Canzone (cantante originale)         | Esito del Muro | Esito della Giuria | Esito della Giuria | Esito della Giuria | Esito della Giuria | Responso         | Punteggio totale |
| Ordine di uscita | Concorrente        | Canzone (cantante originale)         | Esito del Muro | J-Ax               | Anna Tatangelo     | Rita Pavone        | Francesco Renga    | Responso         | Punteggio totale |
| ---------------- | ------------------ | ------------------------------------ | -------------- | ------------------ | ------------------ | ------------------ | ------------------ | ---------------- | ---------------- |
| 1                | Vincenzo Cantiello | Rise like a Phoenix (Conchita Wurst) | 100            | Confermo           | Confermo           | Confermo           | Confermo           | Salvo            | 100              |
| 2                | Jalisse Bascià     | Le tasche piene di sassi (Jovanotti) | 73             | +5                 | +2                 | Confermo           | +2                 | Salva            | 82               |
| 3                | Giacomo Voli       | Eye of the Tiger (Survivor)          | 84             | N.D.               | N.D.               | 100 intoccabile    | N.D.               | Salvo            | 100              |
| 4                | Gloria Tumbarello  | Io fra tanti (Giorgia)               | 45             | Confermo           | -2                 | +2                 | Confermo           | All'ultima sfida | 45               |
| 5                | Samir Abass        | Ma stasera (Marco Mengoni)           | 70             | Confermo           | -5                 | +5                 | -5                 | Salvo            | 65               |
| 6                | Carlotta Loretucci | La notte (Arisa)                     | 94             | +5                 | Confermo           | Confermo           | Confermo           | Salva            | 99               |

Ultima sfida
| Ordine di uscita | Concorrente        | Canzone (cantante originale)   | Preferenza della Giuria | Preferenza della Giuria | Preferenza della Giuria | Preferenza della Giuria | Esito del Muro | Responso  |
| Ordine di uscita | Concorrente        | Canzone (cantante originale)   | J-Ax                    | Anna Tatangelo          | Rita Pavone             | Francesco Renga         | Esito del Muro | Responso  |
| ---------------- | ------------------ | ------------------------------ | ----------------------- | ----------------------- | ----------------------- | ----------------------- | -------------- | --------- |
| 1                | Giovanni Arichetta | Troppo buono (Tiziano Ferro)   |                         |                         |                         |                         | 84             | Eliminato |
| 2                | Gloria Tumbarello  | Meraviglioso amore mio (Arisa) |                         |                         |                         |                         | 76             | Salva     |

### Quarta puntata
- Data: 21 novembre 2021

Prima manche
| Ordine di uscita | Concorrente          | Canzone (cantante originale)              | Esito del Muro | Esito della Giuria | Esito della Giuria | Esito della Giuria | Esito della Giuria | Responso         | Punteggio totale |
| Ordine di uscita | Concorrente          | Canzone (cantante originale)              | Esito del Muro | J-Ax               | Anna Tatangelo     | Rita Pavone        | Francesco Renga    | Responso         | Punteggio totale |
| ---------------- | -------------------- | ----------------------------------------- | -------------- | ------------------ | ------------------ | ------------------ | ------------------ | ---------------- | ---------------- |
| 1                | Gaetano Schettini    | Fai rumore (Diodato)                      | 70             | +3                 | -2                 | +2                 | -3                 | Salvo            | 70               |
| 2                | Carola Campagna      | All I Ask (Adele)                         | 95             | Confermo           | Confermo           | Confermo           | +5                 | Salva            | 100              |
| 3                | Gloria Tumbarello    | Per tutta la vita (Noemi)                 | 46             | +2                 | +5                 | +2                 | +5                 | Salva            | 60               |
| 4                | Michelangelo Falcone | In mezzo a questo inverno (Tiziano Ferro) | 67             | +5                 | 100 intoccabile    | N.D.               | +3                 | Salvo            | 100              |
| 5                | Vincenzo Cantiello   | Toxic (Britney Spears)                    | 97             | Confermo           | Confermo           | Confermo           | +3                 | Salvo            | 100              |
| 6                | Matteo Stranieri     | Tappeto di fragole (Modà)                 | 50             | +3                 | Confermo           | +2                 | Confermo           | All'ultima sfida | 55               |

Seconda manche
| Ordine di uscita | Concorrente        | Canzone (cantante originale)             | Esito del Muro | Esito della Giuria | Esito della Giuria | Esito della Giuria | Esito della Giuria | Responso         | Punteggio totale |
| Ordine di uscita | Concorrente        | Canzone (cantante originale)             | Esito del Muro | J-Ax               | Anna Tatangelo     | Rita Pavone        | Francesco Renga    | Responso         | Punteggio totale |
| ---------------- | ------------------ | ---------------------------------------- | -------------- | ------------------ | ------------------ | ------------------ | ------------------ | ---------------- | ---------------- |
| 1                | Michelle Perera    | Per dire di no (Alexia)                  | 94             | Confermo           | +3                 | +3                 | Confermo           | Salva            | 100              |
| 2                | Carlotta Loretucci | Luce (tramonti a nord est) (Elisa)       | 58             | -2                 | Confermo           | +2                 | +5                 | All'ultima sfida | 63               |
| 3                | Samir Abass        | L'essenziale (Marco Mengoni)             | 86             | +3                 | -3                 | +4                 | -5                 | Salvo            | 85               |
| 4                | Jalisse Bascià     | Se mi vuoi (Pino Daniele & Irene Grandi) | 68             | +5                 | +2                 | -2                 | +5                 | Salva            | 78               |
| 5                | Giacomo Voli       | I Don't Want to Miss a Thing (Aerosmith) | 69             | Confermo           | +5                 | +5                 | +5                 | Salvo            | 84               |

Ultima sfida
| Ordine di uscita | Concorrente        | Canzone (cantante originale)            | Preferenza della Giuria | Preferenza della Giuria | Preferenza della Giuria | Preferenza della Giuria | Esito del Muro | Responso  |
| Ordine di uscita | Concorrente        | Canzone (cantante originale)            | J-Ax                    | Anna Tatangelo          | Rita Pavone             | Francesco Renga         | Esito del Muro | Responso  |
| ---------------- | ------------------ | --------------------------------------- | ----------------------- | ----------------------- | ----------------------- | ----------------------- | -------------- | --------- |
| 1                | Matteo Stranieri   | Un amore così grande (Domenico Modugno) |                         |                         |                         |                         | 29             | Eliminato |
| 2                | Carlotta Loretucci | Glicine (Noemi)                         |                         |                         |                         |                         | 81             | Salva     |

### Quinta puntata
- Data: 28 novembre 2021

Prima manche
| Ordine di uscita | Ordine di uscita | Concorrente          | Canzone (cantante originale)    | Esito del Muro | Esito della Giuria | Esito della Giuria | Esito della Giuria | Esito della Giuria | Responso | Punteggio totale |
| Ordine di uscita | Ordine di uscita | Concorrente          | Canzone (cantante originale)    | Esito del Muro | J-Ax               | Anna Tatangelo     | Rita Pavone        | Francesco Renga    | Responso | Punteggio totale |
| ---------------- | ---------------- | -------------------- | ------------------------------- | -------------- | ------------------ | ------------------ | ------------------ | ------------------ | -------- | ---------------- |
| Prima sfida      | 1                | Michelle Perera      | Come saprei (Giorgia)           | 98             | +2                 | Confermo           | Confermo           | -2                 | Salva    | 98               |
| Prima sfida      | 2                | Giacomo Voli         | All by Myself (Eric Carmen)     | 86             | -5                 | +5                 | Confermo           | +5                 | In sfida | 91               |
|                  |                  |                      |                                 |                |                    |                    |                    |                    |          |                  |
| Seconda sfida    | 1                | Gaetano Schettini    | Io amo (Fausto Leali)           | 64             | +5                 | -5                 | +5                 | -5                 | Salvo    | 64               |
| Seconda sfida    | 2                | Michelangelo Falcone | A chi mi dice (Blue)            | 55             | -5                 | +5                 | +2                 | +5                 | In sfida | 62               |
|                  |                  |                      |                                 |                |                    |                    |                    |                    |          |                  |
| Terza sfida      | 1                | Vincenzo Cantiello   | Vent'anni (Måneskin)            | 95             | Confermo           | Confermo           | -5                 | Confermo           | Salvo    | 90               |
| Terza sfida      | 2                | Carola Campagna      | Nessun dolore (Lucio Battisti)  | 73             | +5                 | Confermo           | +5                 | +3                 | In sfida | 86               |
|                  |                  |                      |                                 |                |                    |                    |                    |                    |          |                  |
| Quarta sfida     | 1                | Carlotta Loretucci   | Tutta colpa mia (Elodie)        | 68             | +2                 | Confermo           | Confermo           | Confermo           | In sfida | 70               |
| Quarta sfida     | 2                | Samir Abass          | Beat It (Michael Jackson)       | 82             | +3                 | +3                 | Confermo           | Confermo           | Salvo    | 88               |
|                  |                  |                      |                                 |                |                    |                    |                    |                    |          |                  |
| Quinta sfida     | 1                | Gloria Tumbarello    | Ho imparato a sognare (Negrita) | 60             | +5                 | +3                 | +3                 | -3                 | In sfida | 68               |
| Quinta sfida     | 2                | Jalisse Bascià       | Dedicato (Loredana Bertè)       | 77             | Confermo           | +5                 | +3                 | +5                 | Salva    | 90               |

Seconda manche
| Ordine di uscita | Concorrente          | Canzone (cantante originale)        | Esito del Muro | Esito della Giuria | Esito della Giuria | Esito della Giuria | Esito della Giuria | Responso  | Punteggio totale |
| Ordine di uscita | Concorrente          | Canzone (cantante originale)        | Esito del Muro | J-Ax               | Anna Tatangelo     | Rita Pavone        | Francesco Renga    | Responso  | Punteggio totale |
| ---------------- | -------------------- | ----------------------------------- | -------------- | ------------------ | ------------------ | ------------------ | ------------------ | --------- | ---------------- |
| 1                | Giacomo Voli         | Heaven (Bryan Adams)                | 92             | Confermo           | +3                 | Confermo           | +5                 | Salvo     | 100              |
| 2                | Michelangelo Falcone | Angels (Robbie Williams)            | 75             | +5                 | +5                 | +5                 | +5                 | Salvo     | 95               |
| 3                | Carola Campagna      | Run to You (Whitney Houston)        | 100            | Confermo           | Confermo           | Confermo           | Confermo           | Salva     | 100              |
| 4                | Carlotta Loretucci   | Senza fare sul serio (Malika Ayane) | 59             | Confermo           | Confermo           | Confermo           | +1                 | Eliminata | 60               |
| 5                | Gloria Tumbarello    | Il mondo prima di te (Annalisa)     | 68             | Confermo           | +3                 | Confermo           | +2                 | Salva     | 73               |

### Sesta puntata
- Data: 5 dicembre 2021
- Ospiti: Cristiano Malgioglio

Prima manche
| Ordine di uscita | Ordine di uscita | Concorrente          | Canzone (cantante originale)      | Esito del Muro | Esito della Giuria | Esito della Giuria | Esito della Giuria | Esito della Giuria | Responso      | Punteggio totale |
| Ordine di uscita | Ordine di uscita | Concorrente          | Canzone (cantante originale)      | Esito del Muro | J-Ax               | Anna Tatangelo     | Rita Pavone        | Francesco Renga    | Responso      | Punteggio totale |
| ---------------- | ---------------- | -------------------- | --------------------------------- | -------------- | ------------------ | ------------------ | ------------------ | ------------------ | ------------- | ---------------- |
| Prima sfida      | 1                | Vincenzo Cantiello   | Io canto (Riccardo Cocciante)     | 82             | Confermo           | Confermo           | Confermo           | +5                 | In semifinale | 87               |
| Prima sfida      | 2                | Michelle Perera      | Gloria (Umberto Tozzi)            | 84             | Confermo           | Confermo           | +5                 | -4                 | In sfida      | 85               |
| Prima sfida      | 3                | Giacomo Voli         | The Final Countdown (Europe)      | 84             | -4                 | +4                 | -3                 | +5                 | In sfida      | 86               |
|                  |                  |                      |                                   |                |                    |                    |                    |                    |               |                  |
| Seconda sfida    | 1                | Gaetano Schettini    | Un senso (Vasco Rossi)            | 49             | +5                 | Confermo           | +2                 | -5                 | In sfida      | 51               |
| Seconda sfida    | 2                | Carola Campagna      | Never Enough (Loren Allred)       | 100            | Confermo           | Confermo           | Confermo           | Confermo           | In semifinale | 100              |
| Seconda sfida    | 3                | Samir Abass          | Quando una stella muore (Giorgia) | 71             | -5                 | Confermo           | -2                 | -5                 | In sfida      | 59               |
|                  |                  |                      |                                   |                |                    |                    |                    |                    |               |                  |
| Terza sfida      | 1                | Gloria Tumbarello    | Amore disperato (Nada)            | 49             | Confermo           | Confermo           | Confermo           | Confermo           | In sfida      | 49               |
| Terza sfida      | 2                | Michelangelo Falcone | Adesso tu (Eros Ramazzotti)       | 79             | +3                 | +3                 | Confermo           | +3                 | In sfida      | 88               |
| Terza sfida      | 3                | Jalisse Bascià       | America (Gianna Nannini)          | 80             | +5                 | +5                 | +3                 | +2                 | In semifinale | 95               |

Seconda manche
| Ordine di uscita | Ordine di uscita | Concorrente          | Canzone (cantante originale)                      | Esito del Muro | Esito della Giuria | Esito della Giuria | Esito della Giuria | Esito della Giuria | Responso      | Punteggio totale |
| Ordine di uscita | Ordine di uscita | Concorrente          | Canzone (cantante originale)                      | Esito del Muro | J-Ax               | Anna Tatangelo     | Rita Pavone        | Francesco Renga    | Responso      | Punteggio totale |
| ---------------- | ---------------- | -------------------- | ------------------------------------------------- | -------------- | ------------------ | ------------------ | ------------------ | ------------------ | ------------- | ---------------- |
| Prima sfida      | 1                | Michelle Perera      | Macarthur Park (Donna Summer)                     | 99             | +1                 | Confermo           | Confermo           | Confermo           | In semifinale | 100              |
| Prima sfida      | 2                | Samir Abass          | Rapide (Mahmood)                                  | 73             | +2                 | +3                 | +2                 | Confermo           | In sfida      | 80               |
|                  |                  |                      |                                                   |                |                    |                    |                    |                    |               |                  |
| Seconda sfida    | 1                | Gloria Tumbarello    | Nessun grado di separazione (Francesca Michielin) | 57             | Confermo           | +3                 | Confermo           | Confermo           | In sfida      | 60               |
| Seconda sfida    | 2                | Giacomo Voli         | Who Wants to Live Forever (Queen)                 | 98             | Confermo           | Confermo           | Confermo           | +2                 | In semifinale | 100              |
|                  |                  |                      |                                                   |                |                    |                    |                    |                    |               |                  |
| Terza sfida      | 1                | Michelangelo Falcone | Accetto miracoli (Tiziano Ferro)                  | 84             | +3                 | +3                 | Confermo           | Confermo           | In semifinale | 90               |
| Terza sfida      | 2                | Gaetano Schettini    | My Way (Frank Sinatra)                            | 69             | Confermo           | Confermo           | Confermo           | Confermo           | In sfida      | 69               |

Terza manche
| Ordine di uscita | Concorrente       | Canzone (cantante originale)  | Esito del Muro | Esito della Giuria | Esito della Giuria | Esito della Giuria | Esito della Giuria | Responso      | Punteggio totale |
| Ordine di uscita | Concorrente       | Canzone (cantante originale)  | Esito del Muro | J-Ax               | Anna Tatangelo     | Rita Pavone        | Francesco Renga    | Responso      | Punteggio totale |
| ---------------- | ----------------- | ----------------------------- | -------------- | ------------------ | ------------------ | ------------------ | ------------------ | ------------- | ---------------- |
| 1                | Samir Abass       | Hello (Adele)                 | 99             | -4                 | Confermo           | Confermo           | Confermo           | In semifinale | 95               |
| 2                | Gloria Tumbarello | Valerie (Amy Winehouse)       | 55             | Confermo           | +5                 | +2                 | +5                 | Eliminata     | 67               |
| 3                | Gaetano Schettini | Unchain My Heart (Joe Cocker) | 88             | +2                 | Confermo           | Confermo           | Confermo           | In semifinale | 90               |

### Settima puntata -Semifinale
- Data: 12 dicembre 2021
- Ospiti: Nek, Francesco Gabbani, Boomdabash

Prima manche
| Ordine di uscita | Ordine di uscita | Concorrente          | Canzone (cantante originale)          | Esito del Muro | Esito della Giuria | Esito della Giuria | Esito della Giuria | Esito della Giuria | Responso  | Punteggio totale |
| Ordine di uscita | Ordine di uscita | Concorrente          | Canzone (cantante originale)          | Esito del Muro | J-Ax               | Anna Tatangelo     | Rita Pavone        | Francesco Renga    | Responso  | Punteggio totale |
| ---------------- | ---------------- | -------------------- | ------------------------------------- | -------------- | ------------------ | ------------------ | ------------------ | ------------------ | --------- | ---------------- |
| Primo duello     | 1                | Michelangelo Falcone | I tuoi particolari (Ultimo)           | 85             | Confermo           | +3                 | Confermo           | Confermo           | In sfida  | 88               |
| Primo duello     | 2                | Jalisse Bascià       | Non sono una signora (Loredana Bertè) | 74             | +5                 | +5                 | +5                 | +3                 | In finale | 92               |
|                  |                  |                      |                                       |                |                    |                    |                    |                    |           |                  |
| Secondo duello   | 1                | Samir Abass          | Heal the World (Michael Jackson)      | 83             | Confermo           | +1                 | Confermo           | -5                 | In sfida  | 79               |
| Secondo duello   | 2                | Carola Campagna      | I Surrender (Céline Dion)             | 98             | Confermo           | +2                 | Confermo           | Confermo           | In finale | 100              |
|                  |                  |                      |                                       |                |                    |                    |                    |                    |           |                  |
| Terzo duello     | 1                | Giacomo Voli         | The Show Must Go On (Queen)           | 87             | Confermo           | +5                 | +2                 | +5                 | In finale | 99               |
| Terzo duello     | 2                | Vincenzo Cantiello   | Adagio (Lara Fabian)                  | 86             | +3                 | Confermo           | +1                 | Confermo           | In sfida  | 90               |
|                  |                  |                      |                                       |                |                    |                    |                    |                    |           |                  |
| Quarto duello    | 1                | Gaetano Schettini    | Take Me to Church (Hozier)            | 59             | Confermo           | Confermo           | +1                 | Confermo           | In sfida  | 60               |
| Quarto duello    | 2                | Michelle Perera      | Dimmi come... (Alexia)                | 97             | +3                 | Confermo           | Confermo           | Confermo           | In finale | 100              |

Seconda manche
| Ordine di uscita | Concorrente          | Canzone (cantante originale)                                 | Esito del Muro | Esito della Giuria | Esito della Giuria | Esito della Giuria | Esito della Giuria | Responso         | Punteggio totale |
| Ordine di uscita | Concorrente          | Canzone (cantante originale)                                 | Esito del Muro | J-Ax               | Anna Tatangelo     | Rita Pavone        | Francesco Renga    | Responso         | Punteggio totale |
| ---------------- | -------------------- | ------------------------------------------------------------ | -------------- | ------------------ | ------------------ | ------------------ | ------------------ | ---------------- | ---------------- |
| 1                | Michelangelo Falcone | We Are the People (Martin Garrix, feat. Bono Vox & The Edge) | 55             | +4                 | +3                 | +3                 | +5                 | Al duello finale | 71               |
| 2                | Samir Abass          | When I Was Your Man (Bruno Mars)                             | 92             | Confermo           | -3                 | +3                 | -5                 | In finale        | 87               |
| 3                | Vincenzo Cantiello   | When You Believe (Whitney Houston & Mariah Carey)            | 100            | Confermo           | Confermo           | Confermo           | Confermo           | In finale        | 100              |
| 4                | Gaetano Schettini    | Soul Mama (Zucchero)                                         | 76             | Confermo           | Confermo           | Confermo           | Confermo           | Al duello finale | 76               |

Duello finale
| Ordine di uscita | Concorrente          | Canzone (cantante originale)              | Esito del Muro | Esito della Giuria | Esito della Giuria | Esito della Giuria | Esito della Giuria | Responso  | Punteggio totale |
| Ordine di uscita | Concorrente          | Canzone (cantante originale)              | Esito del Muro | J-Ax               | Anna Tatangelo     | Rita Pavone        | Francesco Renga    | Responso  | Punteggio totale |
| ---------------- | -------------------- | ----------------------------------------- | -------------- | ------------------ | ------------------ | ------------------ | ------------------ | --------- | ---------------- |
| 1                | Michelangelo Falcone | In mezzo a questo inverno (Tiziano Ferro) | 83             | Confermo           | +5                 | Confermo           | Confermo           | In finale | 88               |
| 2                | Gaetano Schettini    | Human (Rag'n'Bone Man)                    | 68             | +2                 | Confermo           | +5                 | Confermo           | Eliminato | 75               |

### Ottava puntata -Finale
- Data: 19 dicembre 2021
- Ospiti: Aurora Ramazzotti, Alberto Radaelli, Cahayadi "Eki" Kam

Prima manche
| Ordine di uscita | Concorrente          | Canzone (cantante originale)         | Esito del Muro | Esito della Giuria | Esito della Giuria | Esito della Giuria | Esito della Giuria | Responso  | Punteggio totale |
| Ordine di uscita | Concorrente          | Canzone (cantante originale)         | Esito del Muro | J-Ax               | Anna Tatangelo     | Rita Pavone        | Francesco Renga    | Responso  | Punteggio totale |
| ---------------- | -------------------- | ------------------------------------ | -------------- | ------------------ | ------------------ | ------------------ | ------------------ | --------- | ---------------- |
| 1                | Michelangelo Falcone | Ti scatterò una foto (Tiziano Ferro) | 78             | Confermo           | +2                 | Confermo           | +2                 | Salvo     | 82               |
| 2                | Carola Campagna      | Somewhere (Barbra Streisand)         | 96             | +2                 | Confermo           | +2                 | Confermo           | Salva     | 100              |
| 3                | Samir Abass          | Sicily (Pino Daniele)                | 93             | Confermo           | Confermo           | -1                 | Confermo           | Salvo     | 92               |
| 4                | Michelle Perera      | I Believe I Can Fly (R. Kelly)       | 94             | Confermo           | +4                 | Confermo           | +2                 | Salva     | 100              |
| 5                | Jalisse Bascià       | Spalle al muro (Renato Zero)         | 55             | +5                 | +3                 | +2                 | +5                 | Eliminata | 70               |
| 6                | Vincenzo Cantiello   | Come foglie (Malika Ayane)           | 88             | +1                 | Confermo           | +1                 | -2                 | Salvo     | 88               |
| 7                | Giacomo Voli         | Sweet Child o' Mine (Guns N' Roses)  | 82             | +5                 | +3                 | +5                 | +5                 | Salvo     | 100              |

Seconda manche
| Ordine di uscita | Ordine di uscita | Concorrente          | Canzone (cantante originale)              | Esito del Muro | Esito della Giuria | Esito della Giuria | Esito della Giuria | Esito della Giuria | Responso  | Punteggio totale |
| Ordine di uscita | Ordine di uscita | Concorrente          | Canzone (cantante originale)              | Esito del Muro | J-Ax               | Anna Tatangelo     | Rita Pavone        | Francesco Renga    | Responso  | Punteggio totale |
| ---------------- | ---------------- | -------------------- | ----------------------------------------- | -------------- | ------------------ | ------------------ | ------------------ | ------------------ | --------- | ---------------- |
| Primo duello     | 1                | Michelle Perera      | Love on top (Beyoncé)                     | 97             | Confermo           | Confermo           | +3                 | Confermo           | Salva     | 100              |
| Primo duello     | 2                | Samir Abass          | Beautiful (Christina Aguilera)            | 88             | Confermo           | Confermo           | +2                 | Confermo           | Eliminato | 90               |
|                  |                  |                      |                                           |                |                    |                    |                    |                    |           |                  |
| Secondo duello   | 1                | Carola Campagna      | E non finisce mica il cielo (Mia Martini) | 95             | +3                 | -2                 | +2                 | Confermo           | Eliminata | 98               |
| Secondo duello   | 2                | Giacomo Voli         | Nessun dorma (Giacomo Puccini)            | 98             | Confermo           | +2                 | Confermo           | Confermo           | Salvo     | 100              |
|                  |                  |                      |                                           |                |                    |                    |                    |                    |           |                  |
| Terzo duello     | 1                | Vincenzo Cantiello   | I Have Nothing (Whitney Houston)          | 90             | +5                 | Confermo           | +5                 | Confermo           | Salvo     | 100              |
| Terzo duello     | 2                | Michelangelo Falcone | Polvere da sparo (Gaudiano)               | 74             | +5                 | +5                 | +5                 | +5                 | Eliminato | 94               |

Duetti
| Ordine di uscita | Concorrente        | Duettante       | Sostenitore del duetto | Canzone (cantante originale)           | Responso del Muro       |
| ---------------- | ------------------ | --------------- | ---------------------- | -------------------------------------- | ----------------------- |
| 1                | Carola Campagna    | Francesco Renga | J-Ax                   | Arriverà (Modà & Emma)                 | Terza classificata      |
| 2                | Giacomo Voli       | Anna Tatangelo  | J-Ax                   | Shallow (Lady Gaga & Bradley Cooper)   | Primo super finalista   |
| 3                | Vincenzo Cantiello | Rita Pavone     | J-Ax                   | Gimme Some Lovin' (The Blues Brothers) | Secondo super finalista |

- Nota: I concorrenti rimasti in gara durante questa fase si esibiscono affiancati dai giudici: Anna Tatangelo, Rita Pavone e Francesco Renga e da J-Ax in veste di sostenitore. Al termine delle esibizioni, due concorrenti accedono alla super finale, mentre il concorrente escluso si classifica al terzo posto.

Super finale
| Ordine di uscita | Concorrente        | Canzone (cantante originale) | Responso del Muro    |
| ---------------- | ------------------ | ---------------------------- | -------------------- |
| 1                | Giacomo Voli       | Somebody to Love (Queen)     | Vincitore            |
| 2                | Vincenzo Cantiello | Toxic (Britney Spears)       | Secondo classificato |

## Giuria dei 100
I membri della giuria dei 100 includono:
| Giudice              | Professione                                                 | Luogo di nascita      |
| -------------------- | ----------------------------------------------------------- | --------------------- |
| Alessia Fabiani      | Attrice e showgirl                                          | Italia                |
| Alma Manera          | Cantante, performer e giornalista                           | Italia                |
| Andrea Agresti       | Cantante, musicista, inviato de Le Iene                     | Italia                |
| Andrea Cardillo      | Cantante, chitarrista                                       | Italia                |
| Annalisa Minetti     | Cantante, sportiva, artista                                 | Italia                |
| Antonella Lo Coco    | Cantante                                                    | Italia                |
| Beatrice Cossu       | Influencer, ex alunna della terza edizione de Il collegio   | Italia                |
| Beatrice De Do       | Cantautrice, Musicista                                      | Italia                |
| Carola Santopaolo    | Attrice                                                     | Italia                |
| Claudio Di Cicco     | Cantante e musicista                                        | Italia                |
| Diletta Begali       | Influencer, youtuber                                        | Italia                |
| Elisa Scheffler      | Modella, showgirl, giornalista pubblicista                  | Italia                |
| Eliza G              | Cantante, concorrente The Voice 2019                        | Italia                |
| Fabio Esposito       | Imprenditore e conduttore TV                                | Italia                |
| Fernando Proce       | Conduttore radiofonico, giornalista, cantante               | Italia                |
| Francesca Ceci       | Attrice                                                     | Italia                |
| Francesco Rinaldi    | Paleontologo                                                | Italia                |
| Giada Farano         | Ballerina professionista                                    | Italia                |
| Giancarlo Genise     | Cantante, vocal coach                                       | Germania              |
| Ginta Biku           | Cantante                                                    | Lituania              |
| Giulia Provvedi      | Cantante, personaggio TV                                    | Italia                |
| Giulio Pangi         | Attore e direttore artistico                                | Italia                |
| Il Cile              | Cantautore, chitarrista                                     | Italia                |
| Irene Antonucci      | Attrice, comica                                             | Italia                |
| Irene Lo Cuoco       | Cantante                                                    | Italia                |
| Jonathan Heitch      | Deejay                                                      | Repubblica Dominicana |
| Leonardo Monteiro    | Cantante                                                    | Svizzera              |
| Ludovica Russo       | Cantante                                                    | Italia                |
| Marc Mari            | Cantante lirico, musical                                    | Italia                |
| Maria Grazia Nazari  | Attrice, regista                                            | Italia                |
| Marica Rotondo       | Cantante, vocalist                                          | Italia                |
| Marta Torre          | Attrice, ballerina                                          | Italia                |
| Martha Rossi         | Cantante                                                    | Italia                |
| Melita Toniolo       | Showgirl, modella, conduttrice TV                           | Italia                |
| Micol Ronchi         | Modella, showgirl, conduttrice radiofonica                  | Italia                |
| Miriam Della Guardia | Ballerina professionista                                    | Italia                |
| Noa Planas           | Influencer, ex alunna della seconda edizione de Il collegio | Italia                |
| Raffaele Cibelli     | Cantante                                                    | Italia                |
| Roberto De Rosa      | Influencer e Digital Creator                                | Italia                |
| Sabba                | Cantante, ex concorrente di The Winner Is...                | Italia                |
| Sara Facciolini      | Ballerina e showgirl                                        | Italia                |
| Sherrita Duran       | Cantante e corista gospel                                   | Stati Uniti           |
| Silvia Provvedi      | Cantante e personaggio TV                                   | Italia                |
| Simona Bencini       | Cantante                                                    | Italia                |
| Sonia Addario        | Cantante                                                    | Italia                |
| Space One            | Rapper                                                      | Italia                |
| Sylvia Pagni         | Cantante, pianista, direttrice d'orchestra                  | Italia                |
| Timothy Cavicchini   | Cantante                                                    | Italia                |
| Valentina Cole       | Attrice                                                     | Italia                |
| Valentina Parisse    | Cantautrice, compositrice                                   | Italia                |
| Valeria Iaquinto     | Insegnante interpretazione vocale                           | Italia                |
| Veronica Rega        | Attrice, conduttrice TV                                     | Italia                |
| Wlady                | DJ/Producer                                                 | Italia                |
| Antonio Sapio        | Cantante                                                    | Italia                |

## Ascolti
| Puntata    | Messa in onda    | Telespettatori | Share  | Ospiti                                                  |
| ---------- | ---------------- | -------------- | ------ | ------------------------------------------------------- |
| 1          | 31 ottobre 2021  | 2 378 000      | 13,50% | –                                                       |
| 2          | 7 novembre 2021  | 2 329 000      | 12,40% | –                                                       |
| 3          | 14 novembre 2021 | 2 584 000      | 12,50% | –                                                       |
| 4          | 21 novembre 2021 | 2 407 000      | 11,90% | –                                                       |
| 5          | 28 novembre 2021 | 2 260 000      | 11,50% | –                                                       |
| 6          | 5 dicembre 2021  | 2 171 000      | 12,30% | Cristiano Malgioglio                                    |
| Semifinale | 12 dicembre 2021 | 2 469 000      | 13,91% | Nek, Francesco Gabbani, Boomdabash                      |
| Finale     | 19 dicembre 2021 | 2 031 000      | 13,00% | Aurora Ramazzotti, Alberto Radaelli, Cahayadi "Eki" Kam |
| Media      | Media            | 2 329 000      | 12,63% |                                                         |

- La premiere di questa edizione risulta essere la meno vista (sia in termini di share che di telespettatori) in tutta la storia del programma.
- La puntata del 28 novembre 2021, con l'11,50% di share risulta essere la puntata meno vista in assoluto in termini di share.
- La finale del 19 dicembre 2021, con 2 031 000 telespettatori risulta essere la puntata meno vista in assoluto in termini di telespettatori. Inoltre l'ultima puntata di questa edizione, considerando anche lo share (13%) risulta essere la finale meno vista in assoluto.